# Пришиб (Астраханська область)
Пришиб  (рос. Пришиб) — село у Єнотаєвському районі Астраханської області Російської Федерації.
Населення становить 1096 осіб (2010). Входить до складу муніципального утворення Пришибинська сільрада.

## Історія
Населений пункт розташований на території українського етнічного та культурного краю Жовтий Клин. Від 1925 року належить до Єнотаєвського району.
Згідно із законом від 6 серпня 2004 року органом місцевого самоврядування є Пришибинська сільрада.

## Населення
| 2002 | 2010  |
| ---- | ----- |
| 1267 | ↘1096 |